# 20306 Richarnold
A 20306 Richarnold (ideiglenes jelöléssel 1998 FC106) a Naprendszer kisbolygóövében található aszteroida. A LINEAR projekt keretében fedezték fel 1998. március 31-én.